# Šelešovice
Šelešovice (německy Schelleschowitz, v letech 1939–1945 Sulschwitz) jsou obec v okrese Kroměříž ve Zlínském kraji. Žije zde 342 obyvatel. Obcí prochází železniční trať Kroměříž - Zborovice, silnice II/432 a protéká říčka Kotojedka.

## Název
Nejstarší písemný doklad z roku 1290 ukazuje podobu Sulešovice. Základem bylo osobní jméno Suleš, domácká podoba některého jména začínajícího na Sul- (např. Sulihost; staré sulí znamenalo "silnější, schopnější, lepší"). Výchozí tvar Sulešovici byl vlastně pojmenováním obyvatel vsi a jeho význam byl "Sulešovi lidé". Tvar Šelešovice vznikl asimilací hlásek (s-š > š-š, u-e > e-e) a je doložen až od 17. století.

## Historie
První písemná zmínka o obci pochází z roku 1290. Šelešovice vlastnil starobylý vladycký rod Kuželů, kteří měli své příjmení podle kužele, který nosili na štítě. Z rodu Kuželů se po Šelešovicích píše Aleš Kužel ze Sulešovic (dnes Šelešovic) ze Žeravic. Ten Šelešovice získal roku 1342, a v roce 1359 koupil také ves Počenice u Morkovic. Obec pak vlastnili další z rodu Kuželů z Žeravic.[zdroj?]

## Obyvatelstvo

### Struktura
Vývoj počtu obyvatel za celou obec i za její jednotlivé části uvádí tabulka níže, ve které se zobrazuje i příslušnost jednotlivých částí k obci či následné odtržení.
| Místní části   | Místní části    | 1869 | 1880 | 1890 | 1900 | 1910 | 1921 | 1930 | 1950 | 1961 | 1970 | 1980 | 1991 | 2001 | 2011 | 2021 |
| -------------- | --------------- | ---- | ---- | ---- | ---- | ---- | ---- | ---- | ---- | ---- | ---- | ---- | ---- | ---- | ---- | ---- |
| Počet obyvatel | část Šelešovice | 350  | 383  | 384  | 441  | 431  | 473  | 526  | 464  | 419  | 359  | 344  | 331  | 318  | 312  | 352  |
| Počet domů     | část Šelešovice | 64   | 74   | 79   | 90   | 93   | 92   | 106  | 116  | 113  | 106  | 96   | 114  | 113  | 115  | 131  |

## Osobnosti
- Josef Bláha (letec) (1914–1943) – pilot RAF

## Obecní správa
Mezi lety 1869–1950 Šelešovice byly obcí v okrese Kroměříž. V letech 1961–1985 byly Šelešovice součástí Jarohněvic. Od 1. ledna 1986 do 31. prosince 2000 byly součástí Kroměříže a od 1. ledna 2001 jsou opět samostatnou obcí.

### Obecní symboly
Znak a vlajka byly obci uděleny rozhodnutím předsedy Poslanecké sněmovny Parlamentu České republiky dne 25. listopadu 2003.

## Pamětihodnosti
- Pomník obětem první světové války od kroměřížského kameníka Juliuse Mergentála

## Galerie

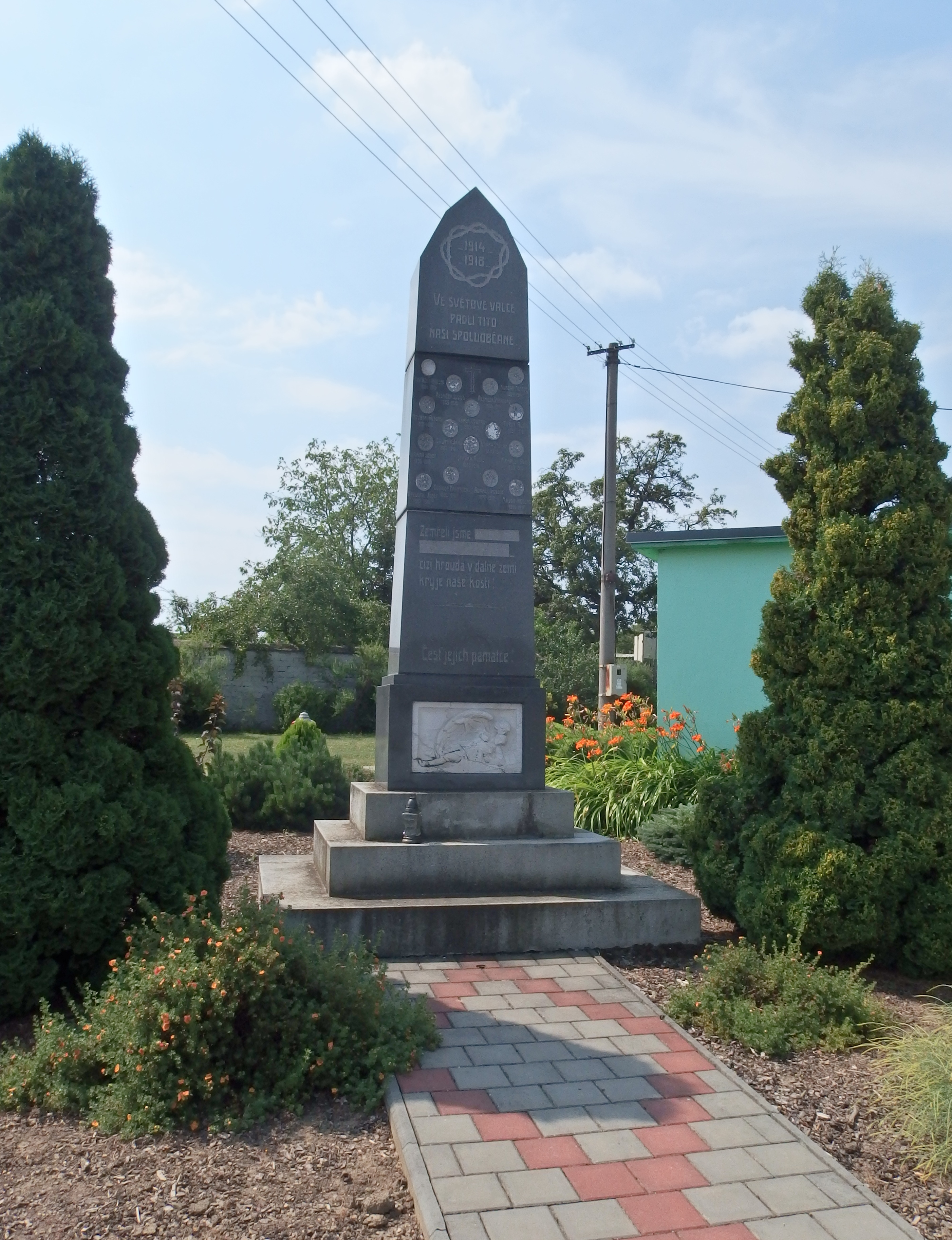
Pomník obětem 1. světové války
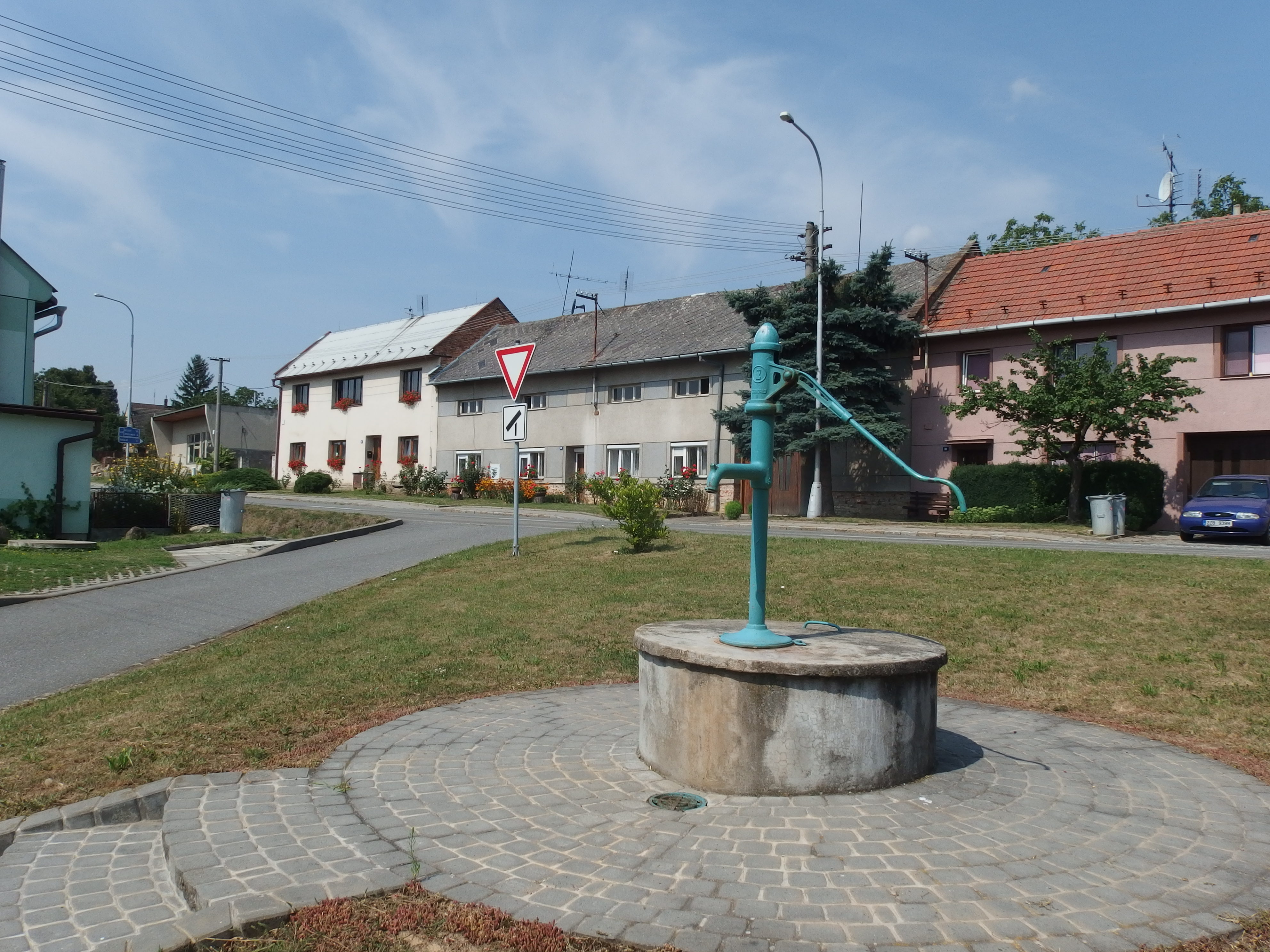
Zákoutí v centru
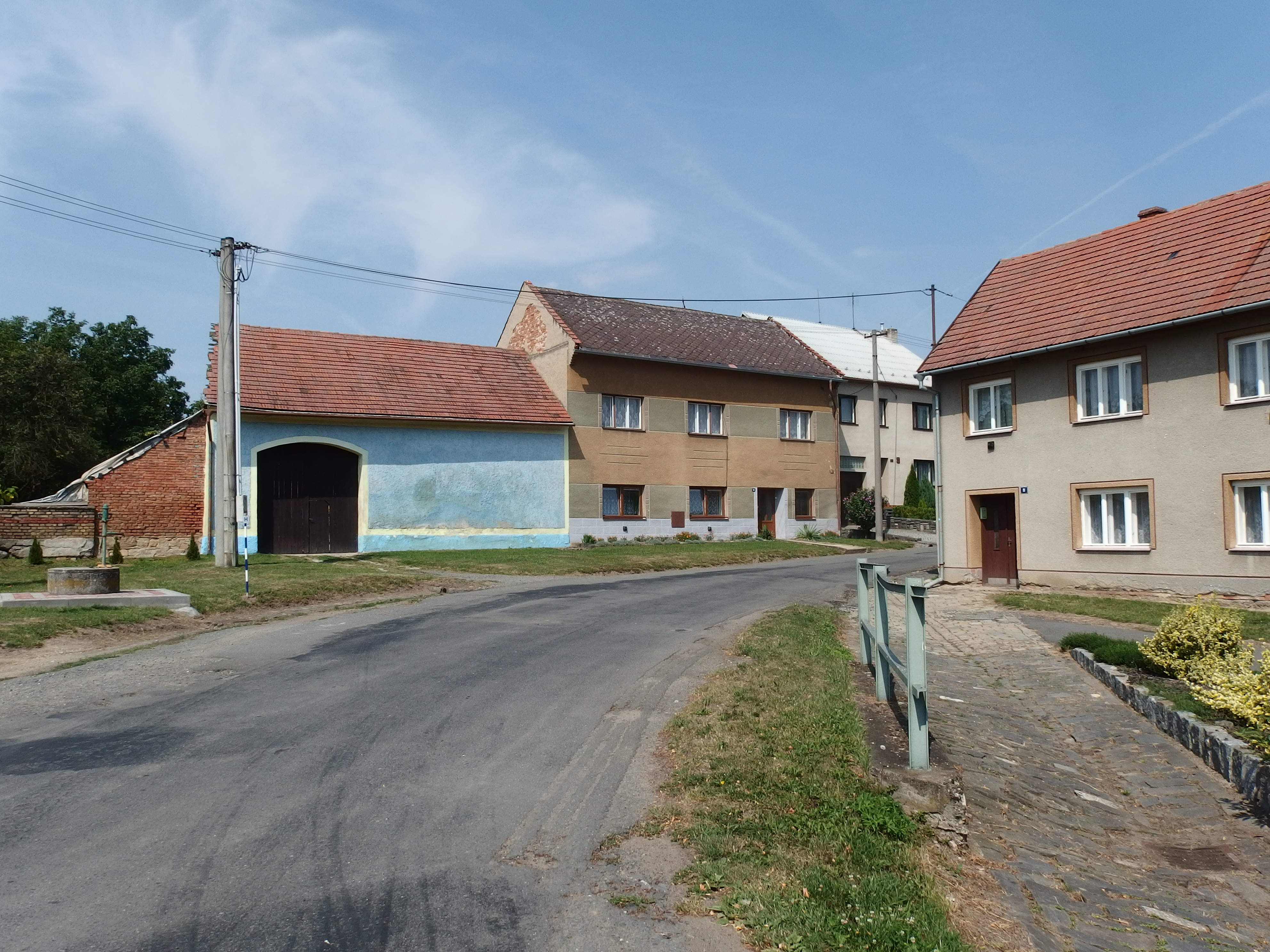
Část návsi
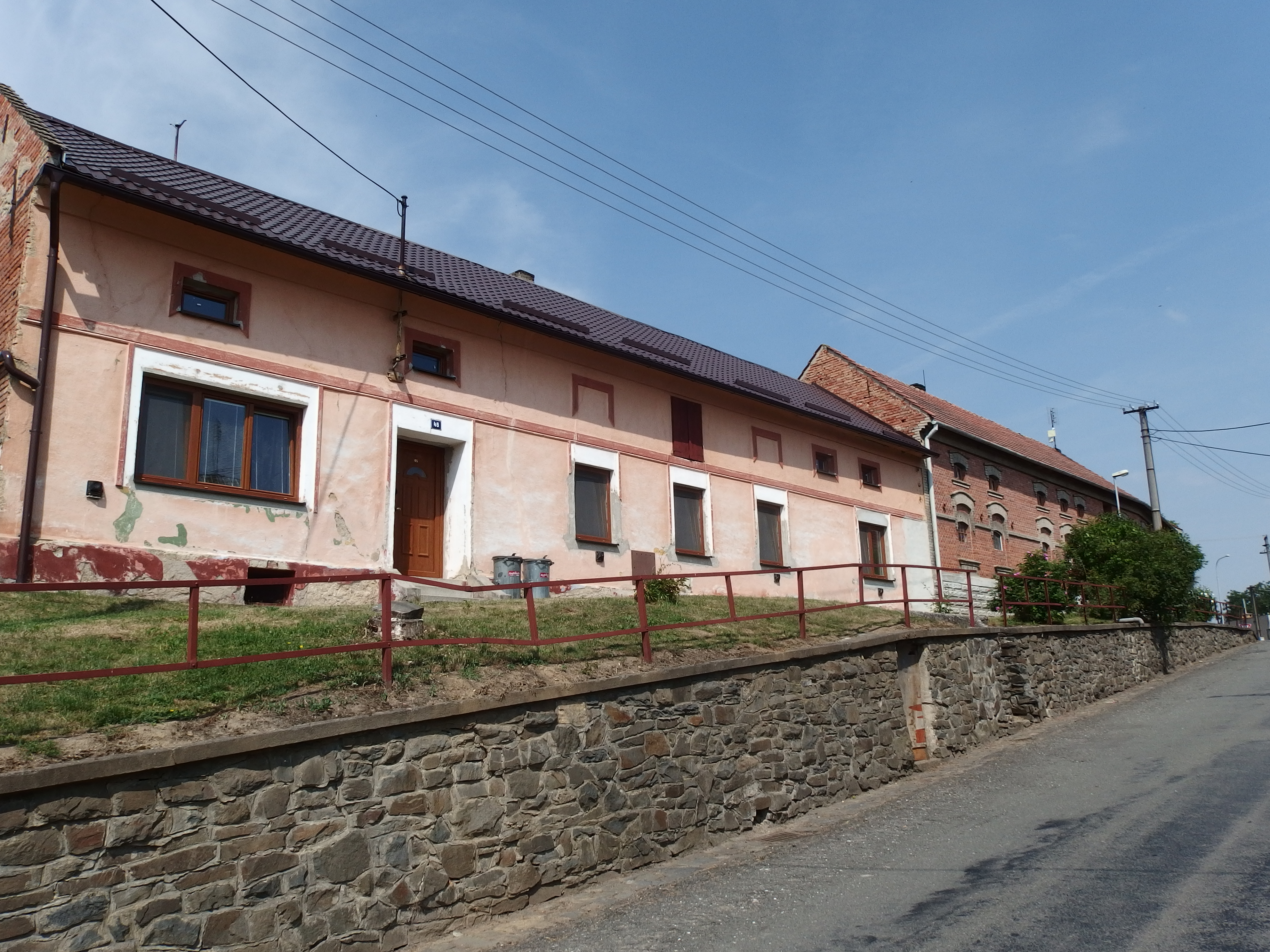
Tradiční zástavba
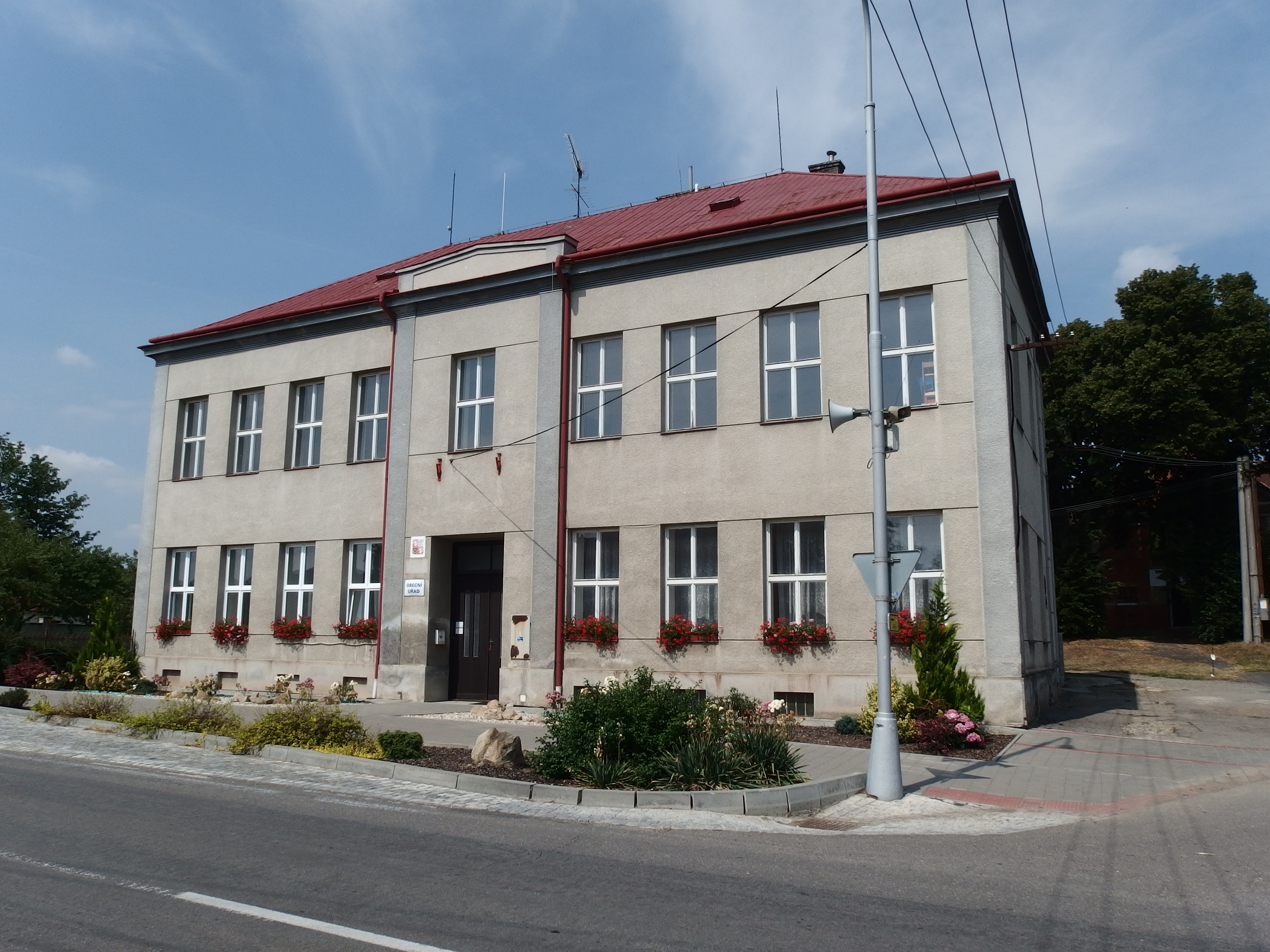
Obecní úřad
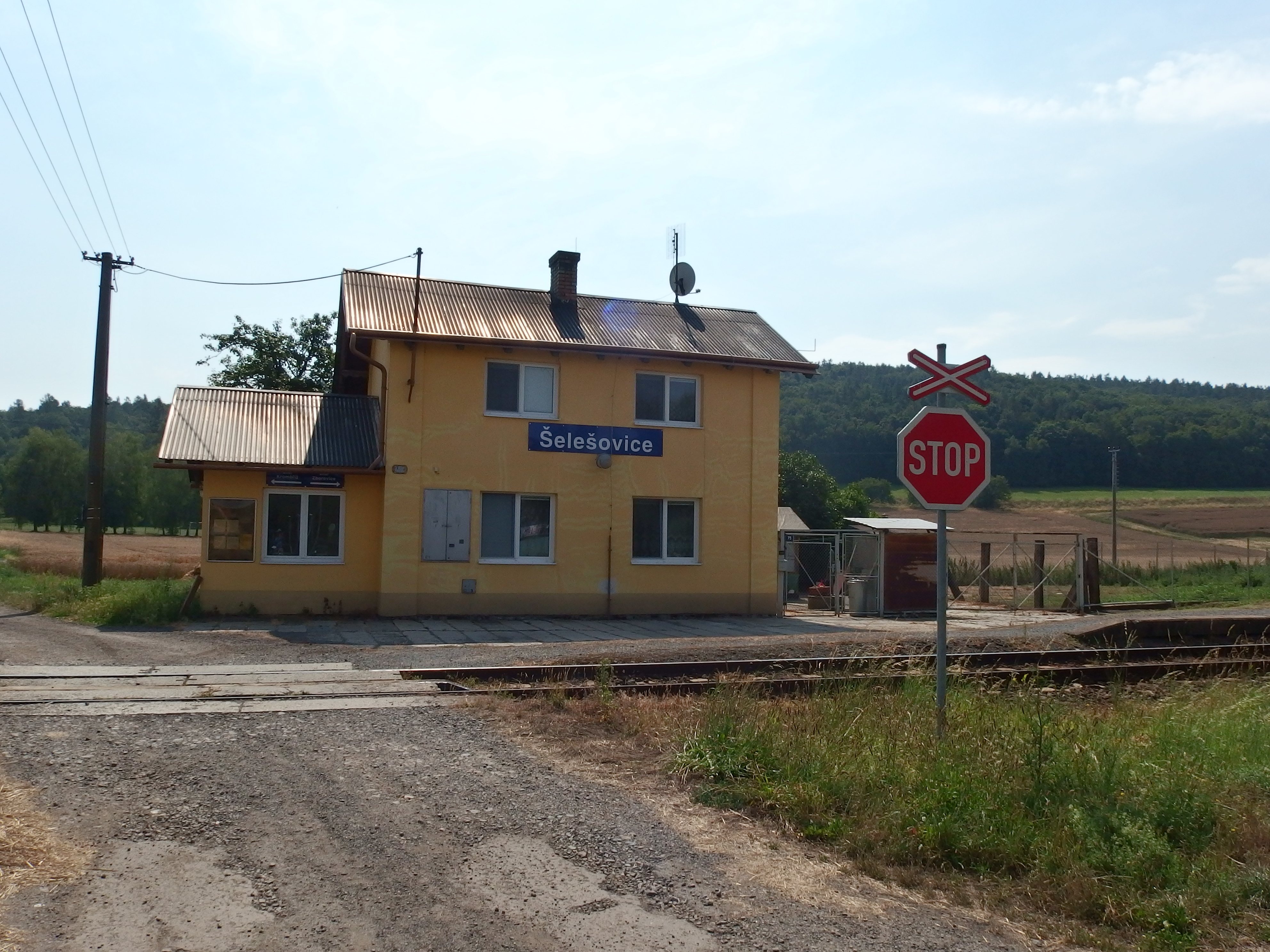
Železniční zastávka na trati Kroměříž-Zborovice
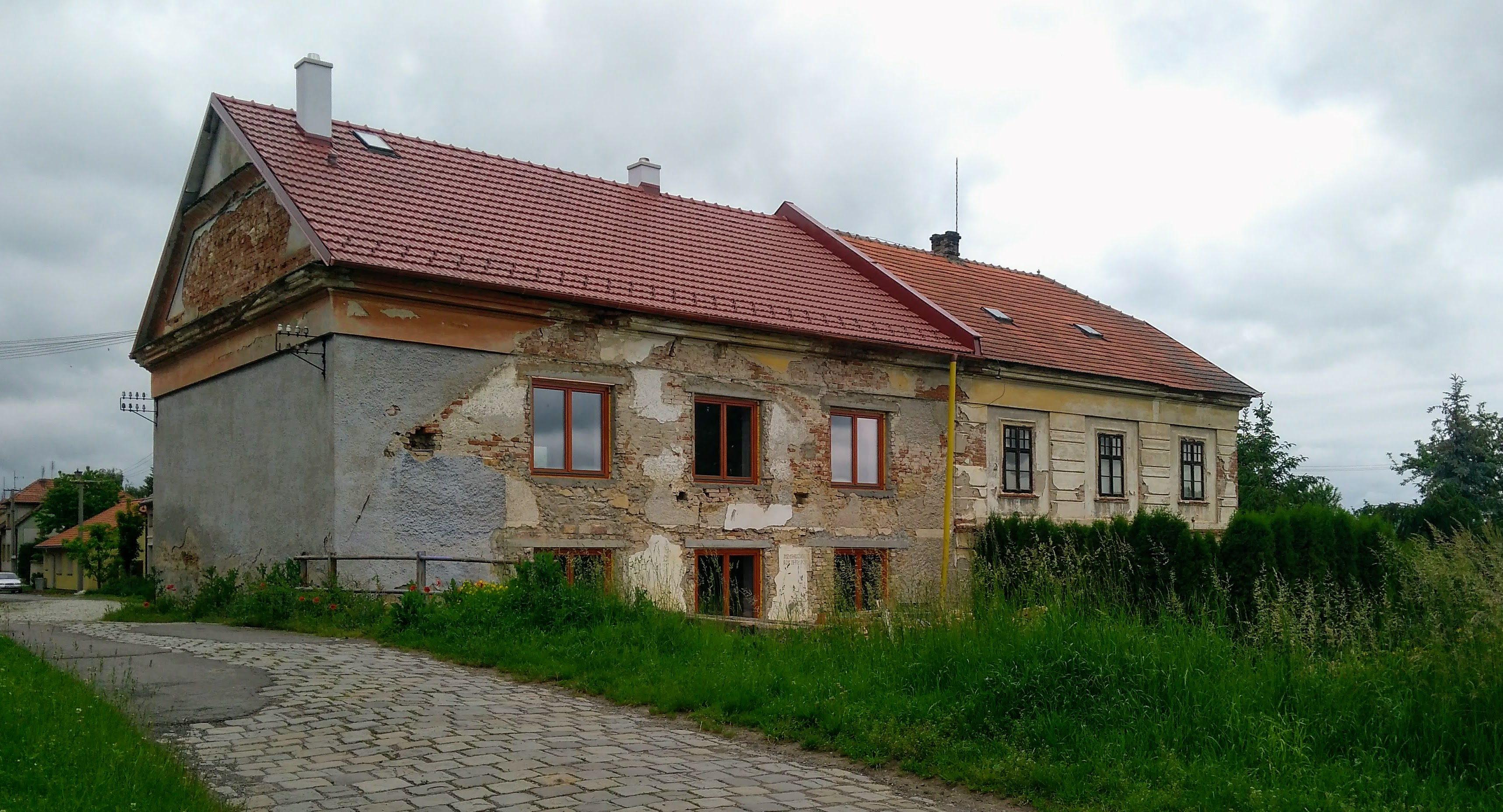
Bývalý mlýn s pilou na Kotojedce